# NGC 705
NGC 705 ist eine linsenförmige Galaxie vom Hubble-Typ S0/a im Sternbild Andromeda am Nordsternhimmel. Sie ist schätzungsweise 208 Millionen Lichtjahre von der Milchstraße entfernt und hat einen Durchmesser von etwa 70.000 Lichtjahren. Die Galaxie gilt als Mitglied der Galaxiengruppe Abell 262.

Im selben Himmelsareal befinden sich u. a. die Galaxien NGC 703, NGC 704, NGC 708, NGC 709.
Das Objekt wurde am 21. September 1786 vom deutsch-britischen Astronomen Wilhelm Herschel entdeckt.